# Dausse
Dausse ist eine französische Gemeinde mit 537 Einwohnern (Stand 1. Januar 2022) im Département Lot-et-Garonne in der Region Nouvelle-Aquitaine (vor 2016: Aquitanien). Sie gehört zum Arrondissement Villeneuve-sur-Lot und zum Kanton Le Pays de Serres.
Der Name der Gemeinde könnte sich von einer Person namens Alcuis ableiten.
Die Einwohner werden Daussois und Daussoises genannt.

## Geographie
Die Gemeinde Dausse liegt ca. 15 Kilometer östlich von Villeneuve-sur-Lot in dessen Einzugsbereich (Aire urbaine) in der historischen Provinz Agenais an der Grenze zum Département Tarn-et-Garonne.
Umgeben wird Dausse von den vier Nachbargemeinden Trémons im Norden, Cazideroque im Osten, Valeilles im Süden sowie Penne-d’Agenais im Westen.
Dausse liegt im Einzugsgebiet des Flusses Garonne. Der Boudouyssou, ein Nebenfluss des Lot, durchquert das Gebiet der Gemeinde zusammen mit seinem Nebenfluss, dem Ruisseau de Saint-Léger.

## Geschichte
Am Fuß des Hügels beim Weiler Lamouroux wurden runde Gräber entdeckt und ausgegraben, so dass das Alter der Grabstätten auf die Epoche der Eisenzeit bestimmt werden konnte. Im Weiler Paganel konnten die gleichen Überbleibsel gefunden werden. Da in dieser Zeit keine Grabstätten angelegt wurden ohne eine entsprechende Ansammlung von Siedlern, belegen die Funde, dass an diese Orte schon seit langer Zeit bewohnt sind.
Dennoch zogen die Bevölkerungen teilweise weg. Im Weiler Puycalvary wurden Spuren eines Castrums, Vorläufer einer Burg, zusammen mit einer einfachen Kirche entdeckt, die aus dem 10. Jahrhundert datiert. Das Castrum, an dem sich einige Häuser gruppierten, wurde in der Folgezeit durch eine Burganlage ersetzt, die im Jahre 1288 von drei Brüdern der Familie Palazol gemeinsam genutzt wurde. Zu dieser Zeit formten eine Gruppe von Häusern ein Dorf um eine Kirche, die sich unweit der Burg befand. Das Dorf von Dausse war in der gleichen Zeit weniger bedeutend. Obwohl es in Dausse auch eine Kirche und immerhin eine Herberge gab, waren die Häuser weit verstreut.
In den Hugenottenkriegen wurden die beiden Kirchen verwüstet. Die Kirche von Dausse wurde 1572 wieder instand gesetzt, und die Bewohner von Puycalvary zogen weg, einige davon nach Dausse. Im Jahre 1754 wurden beide Pfarrgemeinden vereinigt. In der Mitte des 19. Jahrhunderts ergab die Volkszählung, dass es keine Bewohner und keine Kirche mehr im Umfeld der Burg gab. Gleichzeitig entwickelte sich Dausse mit dem Bau einer Schule, der Restaurierung der alten Kirche und dem Bau einer neuen Kirche. Zu Beginn des 20. Jahrhunderts wurde schließlich das Bürgermeisteramt errichtet.

## Einwohnerentwicklung
Nach Beginn der Aufzeichnungen stieg die Einwohnerzahl bis zur Mitte des 19. Jahrhunderts auf einen ersten Höchststand von rund 500. In der Folgezeit sank die Größe der Gemeinde bei kurzen Erholungsphasen bis zu den 1960er Jahren auf rund 285 Einwohner, bevor eine Phase mit zeitweise kräftigem Wachstum einsetzte, die heute noch anhält.
| Jahr      | 1962 | 1968 | 1975 | 1982 | 1990 | 1999 | 2006 | 2011 | 2022 |
| --------- | ---- | ---- | ---- | ---- | ---- | ---- | ---- | ---- | ---- |
| Einwohner | 284  | 311  | 308  | 343  | 399  | 429  | 475  | 504  | 537  |

## Sehenswürdigkeiten
- Pfarrkirche Notre-Dame, ein Neubau aus der zweiten Hälfte des 19. Jahrhunderts
- Burg Puycalvary aus dem 14. Jahrhundert, als Monument historique eingeschrieben
- Burgkapelle aus dem beginnenden 16. Jahrhundert
- Zwei Wassermühlen über dem Boudouyssou aus dem 16. oder 17. Jahrhundert bzw. ein Neubau aus der zweiten Hälfte des 19. Jahrhunderts

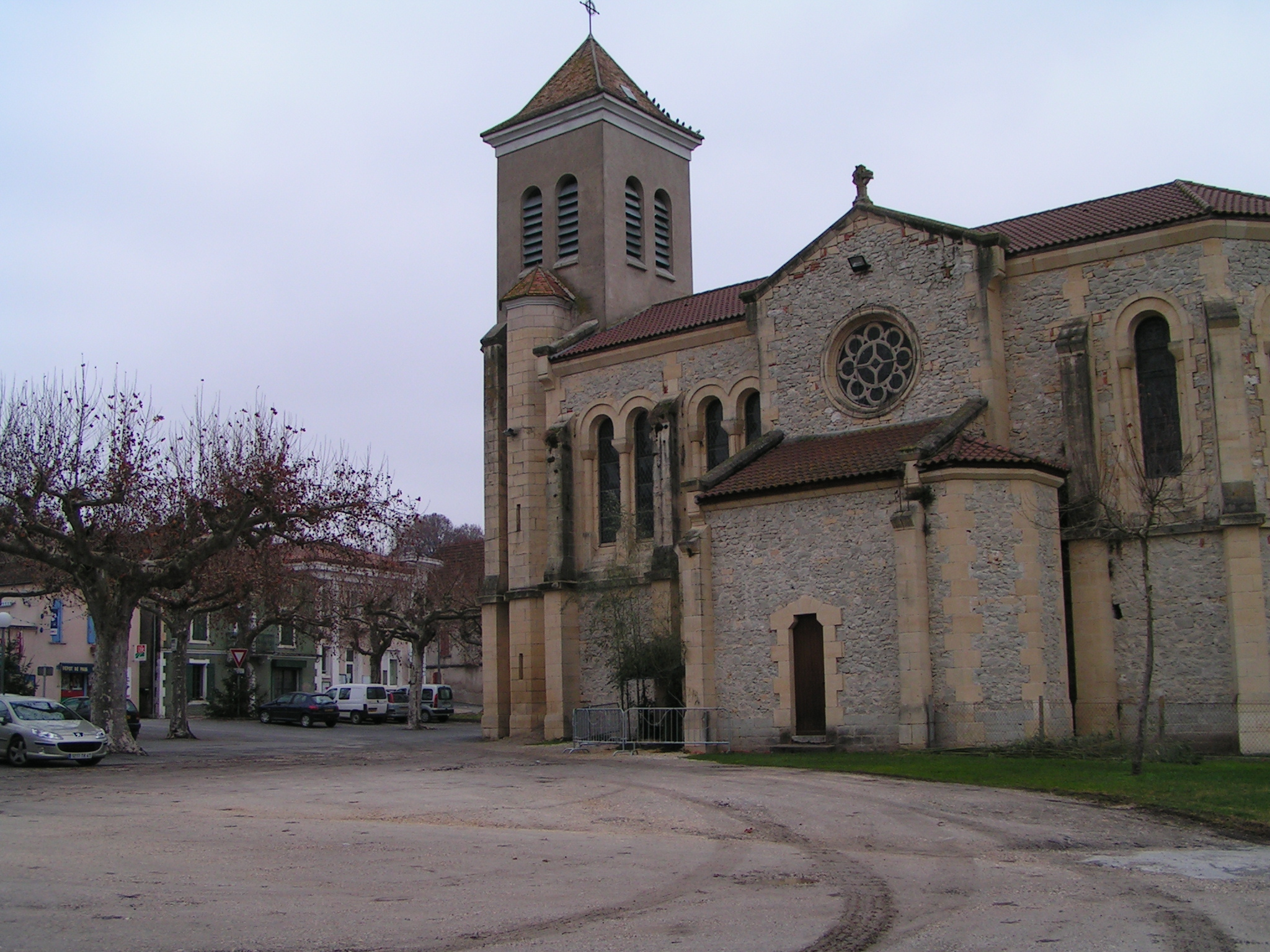
Pfarrkirche Notre-Dame
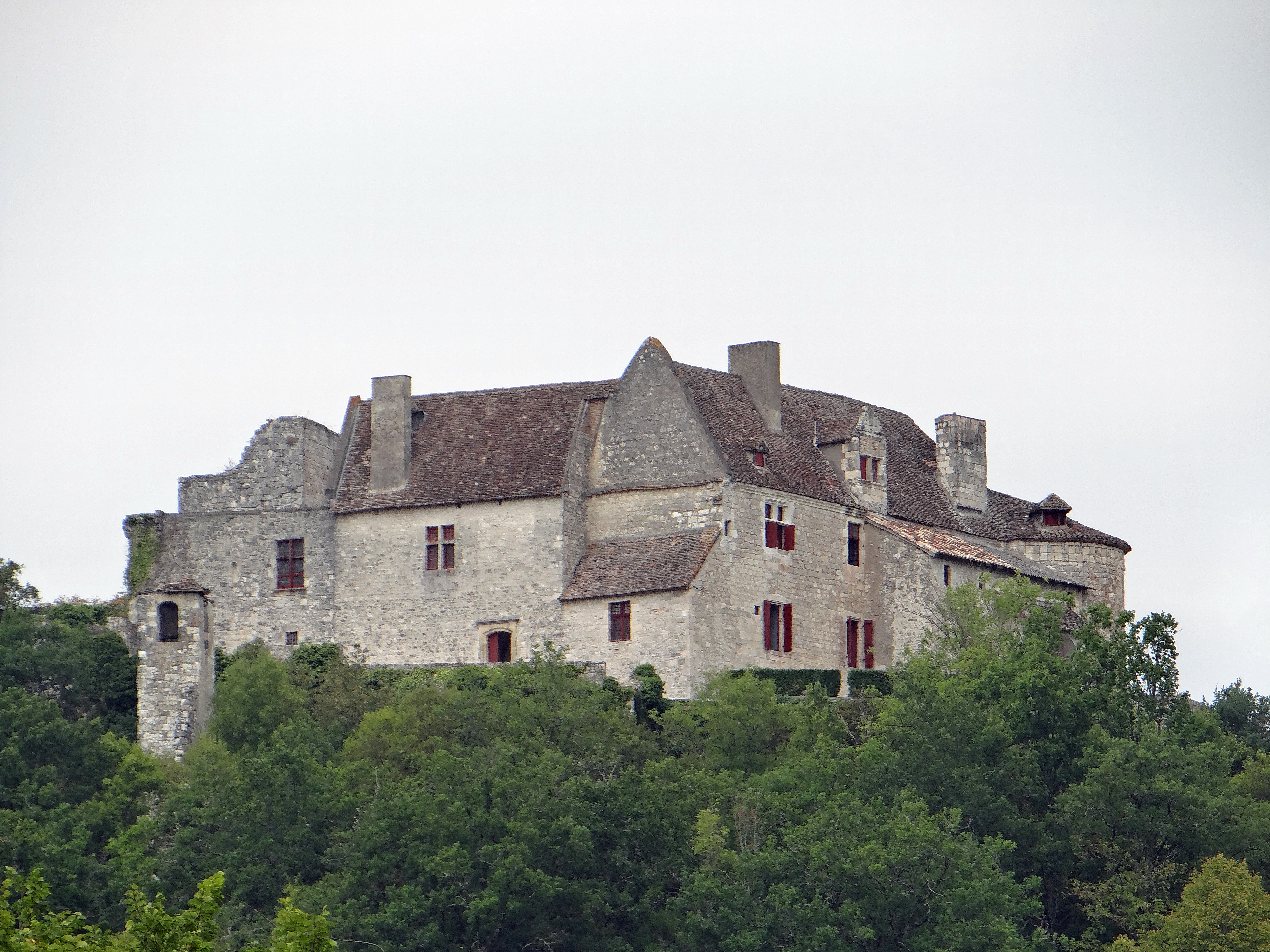
Burg Puycalvary
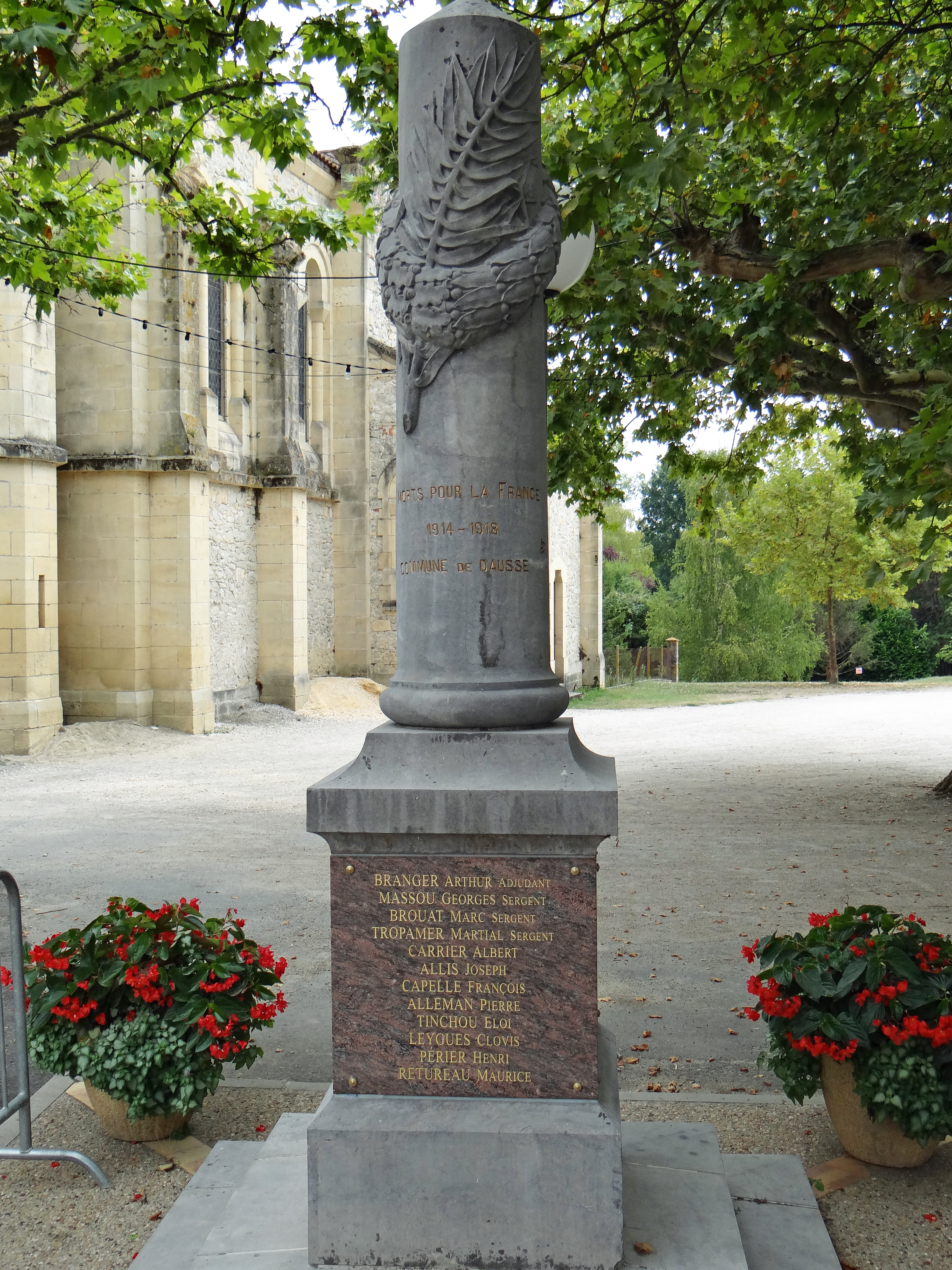
Gefallenendenkmal

## Wirtschaft und Infrastruktur
Die Landwirtschaft ist immer noch einer der wichtigsten Wirtschaftsfaktoren der Gemeinde.

### Bildung
Die Gemeinde verfügt über eine öffentliche Vor- und Grundschule mit 39 Schülerinnen und Schülern im Schuljahr 2018/2019.

### Sport und Freizeit
Der GR 652, ein Nebenweg des Jakobswegs Via Podiensis über Rocamadour, führt durch das Zentrum von Dausse.

### Verkehr
Dausse ist erreichbar über die Routes départementales 47, 246 und 661, der ehemaligen Route nationale 661, die Villeneuve-sur-Lot mit Tournon-d’Agenais verbindet.